# Les Cent-Acres
Les Cent-Acres è un comune francese di 41 abitanti situato nel dipartimento della Senna Marittima nella regione della Normandia.

## Società

### Evoluzione demografica
Abitanti censiti